# Tiro (pallacanestro)

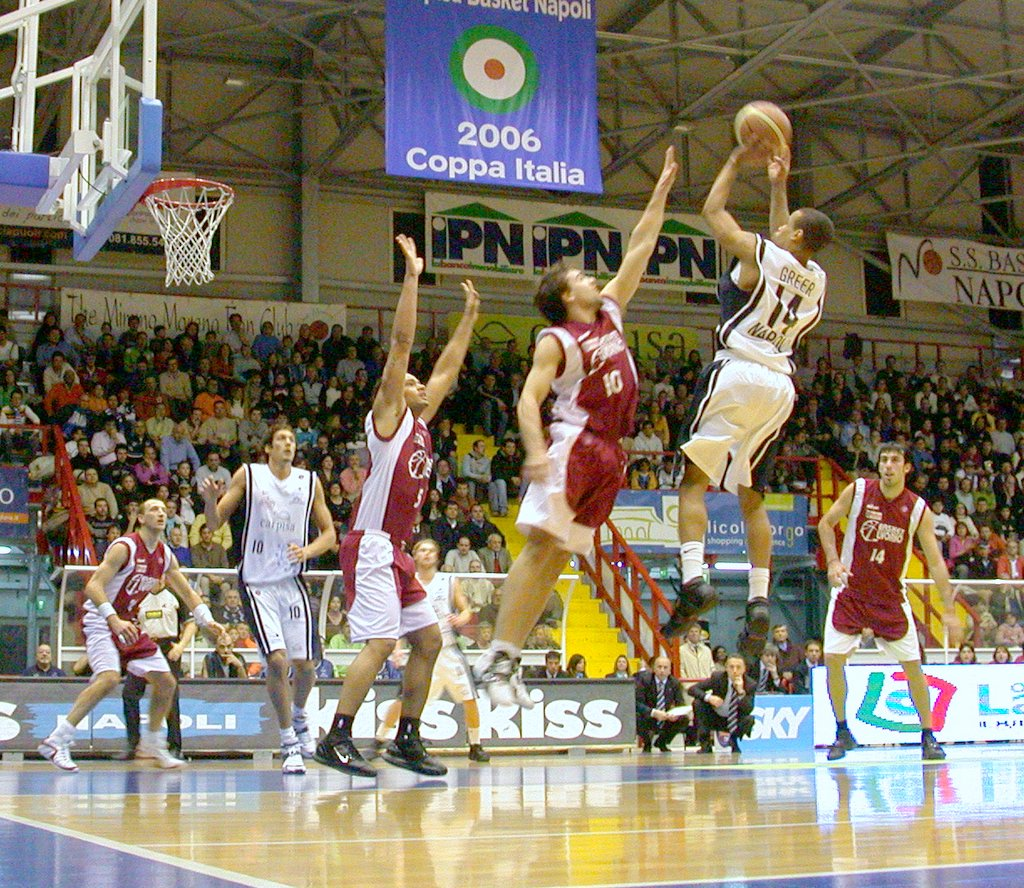
Un tiro in sospensione

Il tiro è, nella pallacanestro, il principale fondamentale d'attacco.

## Esecuzione
Tale gesto tecnico consiste nel lanciare il pallone verso il canestro avversario, nel tentativo di marcare punti: al fine di evitare una realizzazione, il giocatore avversario può frapporsi tra l'anello e la palla per bloccare quest'ultima, in un fondamentale chiamato stop.
Un tiro in cui la palla colpisce il ferro per poi ricadere in campo produce un rimbalzo, offensivo per la formazione attaccante e difensivo per la squadra che ha subìto il tiro.

### Tecniche di tiro
Tra le varie e più note tecniche di tiro rientrano: il «terzo tempo», l'arresto e tiro, il gancio, la schiacciata, il tiro in sospensione.